# Enrique Bolaños
Enrique José Bolaños Geyer (Masaya, 13 maggio 1928 – Masaya, 14 giugno 2021) è stato un politico nicaraguense.
È stato Presidente del Nicaragua dal 10 gennaio 2002 fino al 10 gennaio 2007. Fece parte dell'Alianza Liberal Nicaragüense.